# راوند توب (نيويورك)
القمة المستديرة هي قرية صغيرة (ومكان مخصص للتعداد) لا في مقاطعة جرين ، نيويورك ، الولايات المتحدة. المجتمع 9.1 ميل (14.6 كـم) غرب-شمال غرب كاتسكيل . لدى قمة مستديرة مكتب بريد برمز بريدي 12473 ، تم افتتاحه في 3 يناير 1910.